# Шаванж
Шава́нж (фр. Chavanges) — коммуна во Франции, находится в регионе Шампань — Арденны. Департамент — Об. Административный центр кантона Шаванж. Округ коммуны — Бар-сюр-Об.
Код INSEE коммуны — 10094.
Коммуна расположена приблизительно в 170 км к востоку от Парижа, в 55 км южнее Шалон-ан-Шампани, в 45 км к северо-востоку от Труа.

## Население
Население коммуны на 2008 год составляло 661 человек.
| 1962 | 1968 | 1975 | 1982 | 1990 | 1999 | 2008 |
| ---- | ---- | ---- | ---- | ---- | ---- | ---- |
| 766  | 818  | 721  | 695  | 728  | 689  | 661  |

## Администрация
| Период | Период | Фамилия     | Партия      | Примечания |
| ------ | ------ | ----------- | ----------- | ---------- |
| 1989   | 2001   | Бернар Экке |             |            |
| 2001   |        | Ги Пьерсон  | Новый центр |            |

## Экономика
В 2007 году среди 387 человек в трудоспособном возрасте (15—64 лет) 269 были экономически активными, 118 — неактивными (показатель активности — 69,5 %, в 1999 году было 66,5 %). Из 269 активных работали 236 человек (143 мужчины и 93 женщины), безработных было 33 (10 мужчин и 23 женщины). Среди 118 неактивных 18 человек были учениками или студентами, 49 — пенсионерами, 51 были неактивными по другим причинам.

## Достопримечательности
- Церковь Сен-Жангуль (XVI век). Памятник истории с 1988 года[8]
- Церковь Сен-Жорж (XIII век). Памятник истории с 1907 года[9]
- Фахверковый дом (XVI век). Памятник истории с 1928 года[10]

## Фотогалерея

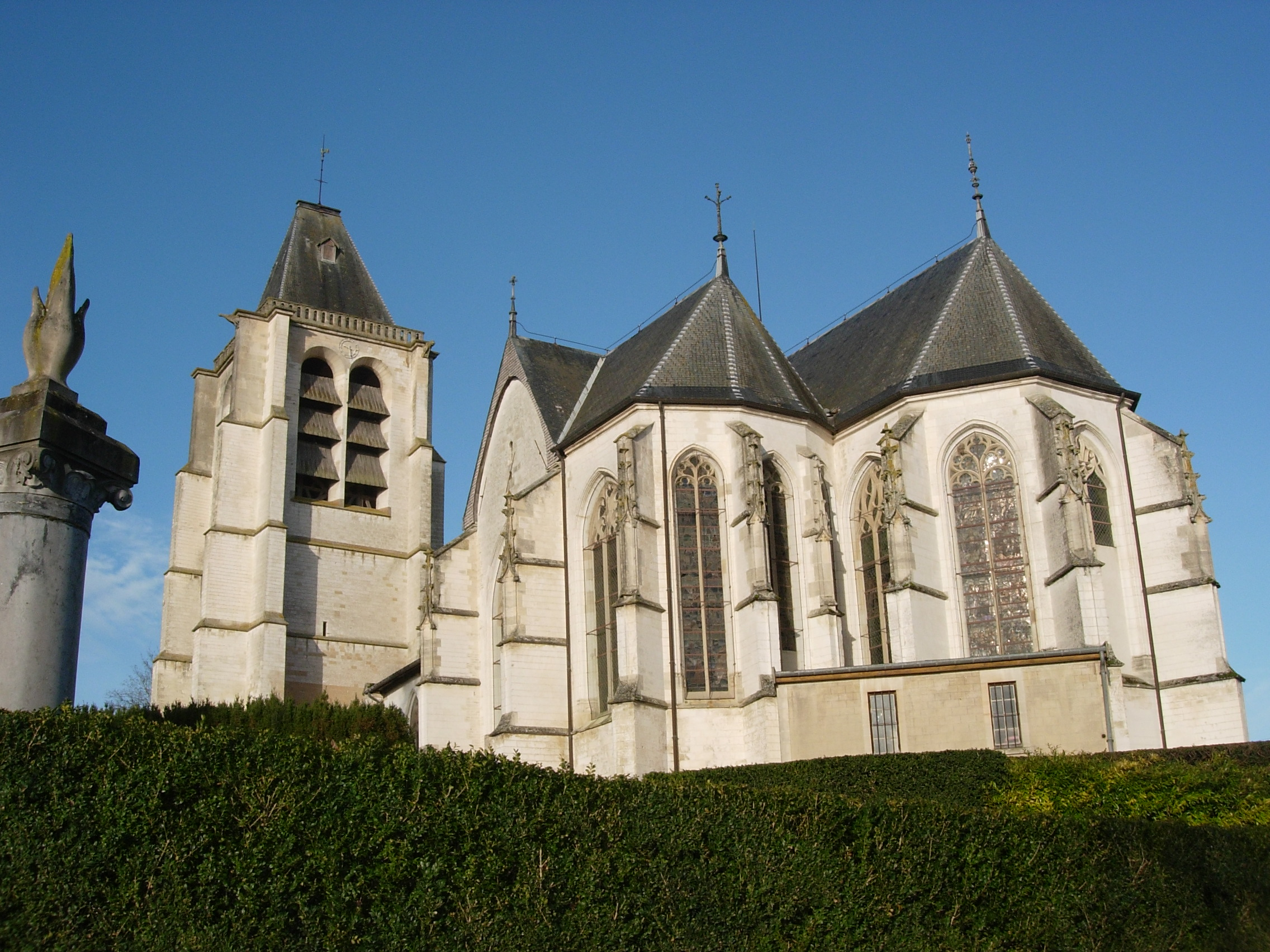
Церковь Сен-Жорж
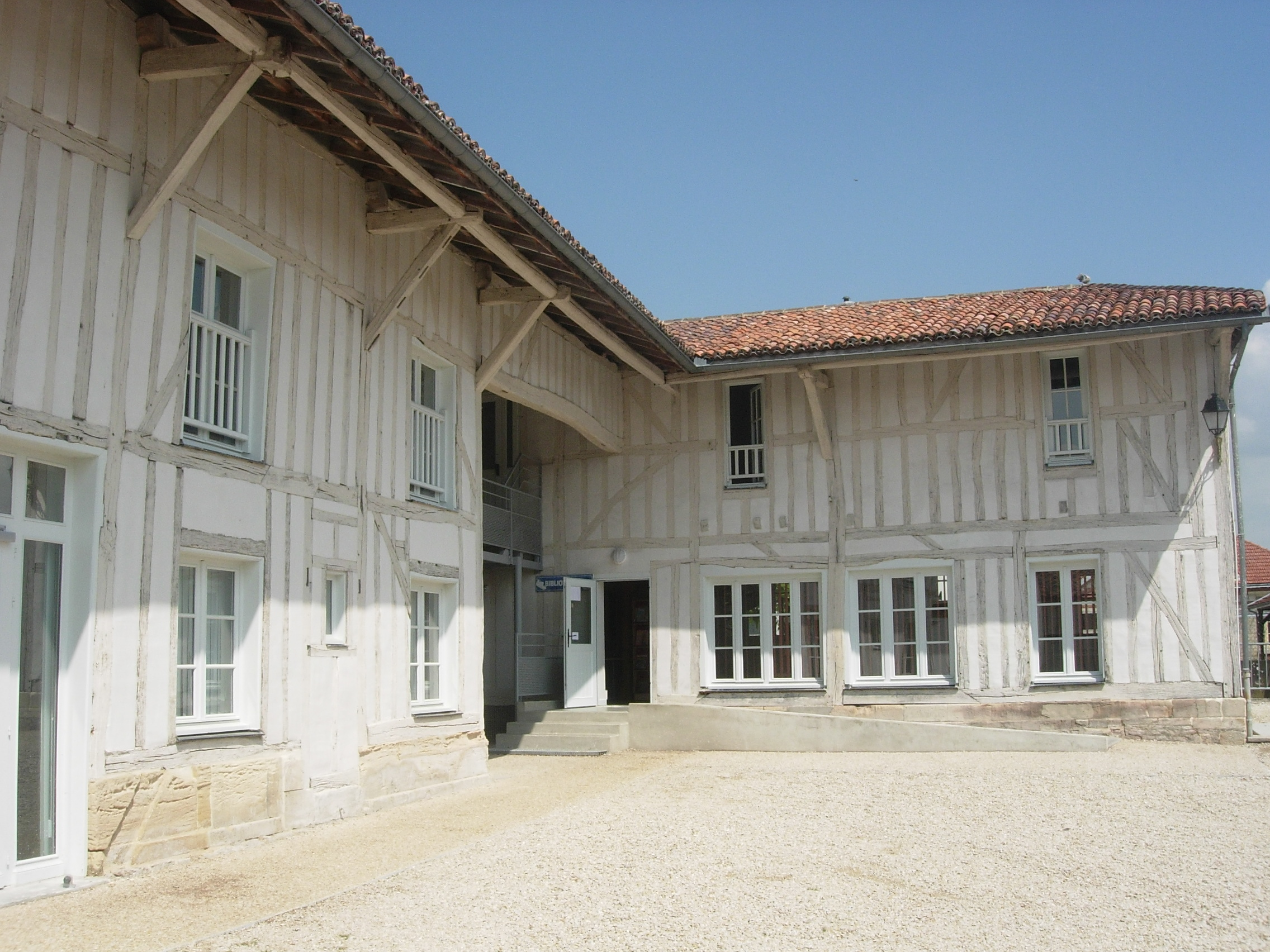
Библиотека
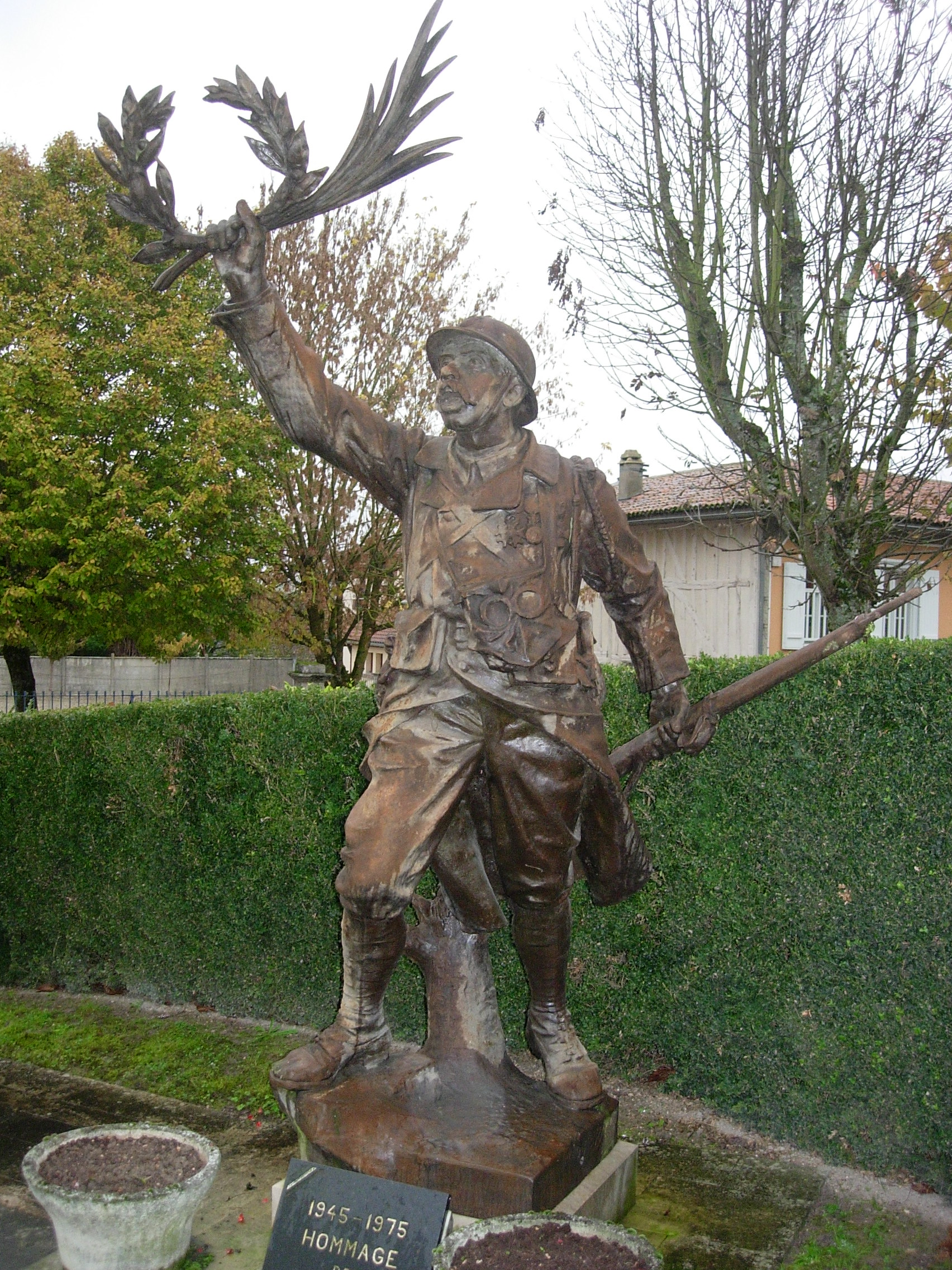
Военный монумент